# Клименко Павло Володимирович
Клименко Павло Володимирович (25 грудня 1874 — ?) — старшина Дієвої Армії УНР.

## Життєпис
Закінчив Київський кадетський корпус, 3-тє військове Олександрівське училище (у 1894 році), Офіцерську артилерійську школу. Станом на 1 січня 1910 року — капітан Івангородської фортечної артилерії. Останнє звання у російській армії — полковник.
З 1 травня 1918 року — командир 10-го мортирного артилерійського дивізіону Армії Української Держави.
З 21 січня 1919 року — інспектор артилерії 9-го дієвого корпусу Дієвої Армії УНР.
Станом на 26 вересня 1919 року і до жовтня 1919 року — діловод управління інспектора артилерії Дієвої Армії УНР.
Подальша доля невідома.